# ARID3B
La proteína ARID3B ("dominio de interacción rico en AT de la proteína 3B", del inglés "AT-rich interactive domain-containing protein 3B") es una proteína humana codificada por el gen arid3B. Este gen codifica un miembro de la familia de proteínas de unión a ADN ARID (dominios de interacción en zonas ricas en AT) que es homólogo de dos proteínas que se unen a la proteína codificada por el gen del retinoblastoma, así como de las proteínas Bright y Dead ringer de ratón y Drosophila, respectivamente. Se ha descrito un pseudogén en el locus p31 del cromosoma 1. Otros miembros de la familia ARID tienen papeles en el patrón de expresión embriogénica, en la regulación génica de los diversos tipos celulares, en el control del ciclo celular, en la regulación transcripcional y posiblemente también en la modificación de la estructura de la cromatina.